# Молодіжна збірна Ірландії з хокею із шайбою
Молодіжна збірна Ірландії з хокею із шайбою  — національна молодіжна чоловіча збірна команда Ірландії, складена з гравців віком не більше 20 років, яка представляє країну на міжнародних змаганнях з хокею. Опікується збірною Федерація хокею Ірландії.
В активі молодіжної збірної Ірландії лише два міжнародні матчі (кваліфікаційні матчі відбору до чемпіонату світу 2002 року) у квітні 2001 року.